# Николаевский район (Одесская область)
Николаевский район (укр. Миколаївський район) — ликвидированная административная единица на северо-востоке Одесской области Украины. Административный центр — пгт Николаевка.
Район ликвидирован 17 июля 2020 года в рамках административно-территориальной реформы на Украине. Территория района вошла в состав укрупнённого Березовского района.

## География
По территории района протекают реки Тилигул, Чичиклея.

## История
21 января 1959 года к Николаевскому району был присоединён Андреево-Ивановский район.

## Население
Численность населения района — 15 694 человека, из них городского населения — 2751 человек, сельского — 12 943 человека.

## Административное устройство
Количество советов:
- поселковых — 1
- сельских — 12

Количество населённых пунктов:
- поселков городского типа — 1
- сёл — 47

### Упразднённые населённые пункты
- Дубовое — село, упразднено до 1972 года.
- Ольгиевка — село, упразднено после 1972 года.

## Культура
В с.Левадовка родился и проживал в детстве Степан Олейник — автор сценария «Самогонщики» и других сатирических произведений.

## Достопримечательности
На территории района находится Свято-Николаевский храм.